# Renaud
Renaud Séchan, noto semplicemente come Renaud (Parigi, 11 maggio 1952), è un cantautore e attore francese.

## Biografia
È nato nella capitale francese nel XIV arrondissement di Parigi da una famiglia di origine composita: la parte materna, ad esempio, viene dal Nord (la regione di Lilla, Valenciennes e Calais) e questo spiega il suo amore per "Lille Roubaix Tourcoing" o per il "patois", lo "Chtimi" in cui ha cantato un intero album ("Renaud cante 'el Nord").
Fin da giovanissimo impegnato nella sinistra radicale e anarchica, Renaud compone la sua prima canzone nel maggio 1968 mentre occupa la Sorbona come membro del "Comité Révolutionnaire d'Agitation Culturelle". Dopo una serie di agitate esperienze e aver abbandonato gli studi, inizia a frequentare il mondo dello spettacolo come attore nella pièce “Robin des quoi?”. Il suo primo album esce nel 1975 per la Polydor. Il lavoro, completamente scritto da lui, contiene brani oggi considerati come leggendari (come "Héxagone") ma che all'uscita vennero giudicati totalmente sovversivi ed esclusi dalle programmazioni radiofoniche.
Renaud, che continuerà per tutta la carriera a mantenersi impegnato tanto sul fronte musicale quanto su quello teatrale e cinematografico, affronta dal 1980 l'esperienza letteraria pubblicando una serie di apprezzati libri; da ricordare anche la bella interpretazione da protagonista del film Germinal (1993) di Claude Berri, tratto dal celeberrimo romanzo di Émile Zola, accanto a mostri sacri del cinema francese come Gérard Depardieu e Miou-Miou.
Negli ultimi anni, Renaud ha attraversato una difficile crisi personale ed artistica che lo ha portato ad abbandonare l'attività per sette anni e a una lenta caduta nell'alcolismo. Si è saputo risollevare componendo, nel 2002, un album ("Boucan d'enfer") che ha venduto oltre un milione di copie.
In Italia Renaud è pressoché sconosciuto, non essendo mai stato messo in commercio né dalla Polydor né dall'attuale casa discografica Virgin. Fa eccezione una cerchia ristretta di artisti e studiosi in contatto con la cultura transalpina, tra cui si segnalano il cantautore Alessio Lega, che ha composto versioni italiane di sue canzoni: "La médaille" ("La medaglia"), "Les Charognards" ("Tolleranza zero") e "C'est quand qu'on va où?" ("Quando andiamo e dove?") tutte inserite nell'album "Sotto il pavé la spiaggia". Quest'ultima canzone è stata tradotta anche da Sergio Secondiano Sacchi col titolo "Quand'è dove si va"? e interpretata da Mimmo Locasciulli nell'album "Quelle piccole cose". Dello stesso traduttore e nello stesso album compare anche "Il fidanzatino" ("Mon amoreux") interpretata da Marco Ongaro. Ultimamente lo chansonnier milanese Giangilberto Monti ha selezionato dodici brani dall'ampio repertorio di Renaud, che vengono pubblicati a marzo 2017 nel suo nuovo album "Canti ribelli" e i cui adattamenti sono stati approvati ufficialmente dallo stesso cantante francese, attraverso la Warner Chappell Music France. Tra questi compare "Putain de Camion" ("Camion dannato") dedicata da Renaud all'amico Coluche, eseguita per la prima volta nello spettacolo teatrale del 2015  "Coluche & Renaud", che vedeva in scena al Teatro Verdi di Milano Giangilberto Monti e Daniele Biacchessi, oltre alle versioni di "Mon H.L.M." ("Il mio condominio"), "Marchand des cailloux" ("Il venditore di ciottoli") e "Socialiste" ("Socialista").

## Carriera

### Dagli esordi alla Virgin
I primi tre album di Renaud non hanno un titolo e sono ricordati col nome della canzone d'apertura. Al secondo è associata anche la scritta "place de ma mob" (il posto della mia moto), che compare sulla foto di copertina. I primi lavori, i primi due arrangiati con un suono piuttosto grezzo, contengono una serie di "manifesti programmatici" della figura eroica, spesso autobiografica, che Renaud impersona nei suoi brani, figura di militante di estrema Sinistra, parigino, detto "loubard", abbigliato con il giubbotto di pelle nero detto "blouson noir", ricoperto di tatuaggi e dai capelli lunghi e incolti, figura che per il proprio vissuto si rispecchia anche in quella del marinaio delle cittadine costiere nord-francesi di cui Renaud era originario.
Nel primo lavoro fanno dunque spicco i due singoli: Hexagone (dalla forma esagonale del territorio francese), che denuncia vizi e costumi del francese medio e le pagine più nere della storia del suo Paese; Société tu m'auras pas (Società, non mi avrai), manifesto a sfondo anarchico. Non mancano le situazioni più sentimentali, che affiancheranno di volta in volta il Renaud più rivoluzionario, insieme alle canzoni più goliardiche, dove tuttavia la denuncia spesso soggiace nascosta, come ad esempio in Greta, dove tra giochi di parole in tre lingue si ricordava l'esistenza del muro di Berlino. Nel lavoro seguente, l'espressione in verlan Laisse béton ("laisse tomber" = "lascia stare") diventerà popolare grazie a questo singolo. Il brano Les Charognards è ispirato a un fatto di cronaca a cui Renaud assistette, dove in un conflitto a fuoco persero la vita due giovani rapinatori (moralmente "linciati" dalla folla scandalizzata). Il titolo della canzone gioca sull'assonanza tra il nome della via, Rue Pierre Charonne, e il termine francese charognard ("avvoltoio").
Nel terzo lavoro compare la prima dedica a sua moglie Dominique ed è proprio il singolo Ma gonzesse ("la mia amata"), seguito da altre situazioni che presentano un Renaud meno caustico rispetto ai lavori d'esordio e più attento alla satira e allo sberleffo, anche trattando temi scottanti come le morti del sabato sera e il bullismo giovanile in C'est mon dernier bal, concludendo con un monologo nonsense dove la parola "poème" è scritta con un'altra grafia (Peau aime).
È nel 1980 che Renaud, ottenuti i primi successi, inizia il suo periodo d'oro con uscite a cadenza annuale e i primi album dal vivo. Marche à l'ombre è un ponte tra il Renaud parigino disincantato e maledetto, e il cantautore di dimensione nazionale. Numerosi classici della sua discografia compaiono tra queste dieci tracce, a partire dalla title track dove viene esaltato l'argot, il tipico dialetto parigino, e il cui titolo sta per "vattene al fresco" (letteralmente "cammina all'ombra" = "vai in galera"). Ma fanno spicco soprattutto: Les aventures de Gérard Lambert, su una figura immaginaria di ragazzo sbandato che incontra Il piccolo principe e lo uccide; Dans mon HLM, carrellata di personaggi strani ma veri che abitano gli otto piani di una periferica "palazzina Equo Canone"; It is not because you are, parodia delle canzoni d'amore anglofone dove Renaud adotta un originale idioma misto di inglese e francese (detto appunto franglais) che utilizzerà anche nelle note di molti suoi album, e durante i suoi concerti; L'auto-stoppeuse, rivisitazione maschilista di una figura chiave dell'era hippy. Nello stesso anno, esce il primo album dal vivo registrato al Bobino Music-Hall, popolare teatro parigino. Lo spettacolo prevedeva nella prima parte una serie di canzoni del primo anteguerra, il cui filone era detto "chansons realistes" e che saranno poi pubblicate l'anno seguente nel secondo live edito come Le P'tit bal du samedi soir et autres chansons réalistes.
Nel 1981 con Le retour de Gérard Lambert Renaud compie una svolta pop definitiva, alimentando anche la popolarità di questo personaggio immaginario con tanto di motocicletta e Simca 1000 che ha avuto anche l'onore del titolo. Tra i singoli: Manu, inno all'amicizia virile, che è diventata la canzone di chiusura dei suoi concerti, e Mon beauf (contrazione di "mon beau frère" = "mio cognato"). La canzone Soleil immonde ("sole sporco") è scritta dal comico Michel Colucci, amico di famiglia di Renaud a cui tristemente dovrà dedicare un brano.
Dopo la pausa nel 1982, dove si segnala l'album dal vivo dal titolo emblematico Un Olympia pour moi tout seul ("Il Teatro Olympia tutto per me"), l'anno seguente Renaud firma il primo dei due album "milionari" (questo e il seguente) che saranno eguagliati soltanto dal sospirato ritorno del 2002. Morgane de toi (registrato negli Stati Uniti) è dedicato alla figlia Lolita, detta Lola, inclusa la title track che è una delle canzoni più famose in Francia. Il titolo, anch'esso in argot, equivale a dire "innamorato di te" ("morgane" = "stregato"). Il brano d'apertura Dès que le vent soufflera ("Appena soffia il vento") è un omaggio alla vita da marinaio; "Deuxième génération" (seconda generazione) racconta il punto di vista del figlio di immigrati stranieri che non hanno niente da perdere, "neanche la vita"; Déserteur si ispira liberamente al tema della celebre omonima canzone antimilitarista che fu cantata da Boris Vian; Près des autos tamponneuses ("vicino agli autoscontri") è un quadro semiserio di due giovani adolescenti che fanno amicizia alle giostre.
Questo successo sarà bissato due anni dopo con Mistral gagnant dove, oltre alla title track, dedicata ai proustiani ricordi di infanzia raccontati alla sua figlia piccola, farà scalpore, in patria e oltremanica, il singolo Miss Maggie, dove una lode all'universo femminile, contrapposto alla cattiveria di quello maschile, sfocia in una pesante invettiva contro Margaret Thatcher, che a questa lode farebbe eccezione. L'impegno politico di Renaud, che si era fatto da parte negli ultimi lavori, al fine di definire meglio la sua nuova identità di artista affermato, riesplode con maggiore consapevolezza in questo lavoro, anche nella sanguigna canzone che chiude l'ascolto, Fatigué ("stanco"), ispirata alle delusioni raccolte in una sua visita nell'URSS, nella accorata dedica a una famosa attrice uccisa da un'overdose, P'tite conne ("piccola scema"), in Trois matelots ("tre marinaretti"), inno antimilitarista, fino a Morts les enfants ("Morti i bambini" ma anche "i figli") dove la denuncia per le perdite di vite innocenti incontra uno dei punti più alti dello stile da chansonnier dell'opera di Renaud.
Dopo una sosta di tre anni, Renaud approda alla Virgin con l'album Putain de camion che, pur non vendendo a sette cifre come i due precedenti, sarà comunque utile per assicurare una continuità generazionale col suo pubblico, omaggiato in Petite, canzone rivolta alle sue giovani ammiratrici. Il titolo è piuttosto crudo, potendosi tradurre con l'espressione "camion di merda" o "quel cazzo di camion", inteso come quello che causò la tragica scomparsa del suo amico, il comico Michel Colucci, avvenuta due anni prima in un incidente stradale. Tra i pezzi impegnati si segnala il brano d'apertura dedicato a Jonathan, il celebre musicista sudafricano Johnny Clegg. Ma anche Socialiste traccia criticamente il bilancio degli ideali da sempre sbandierati da Renaud. O anche Rouge Gorge ("gola rossa"), breve ritratto di un anziano proletario, come anziano è il personaggio immaginario pensato per Cent ans dove Renaud immagina una visione del mondo con un secolo di vita sulle spalle. Non manca la satira da artista contro, come nel brano, scelto anche come singolo, Allongés sous les vagues, dove confessa di avere partorito un pezzo decisamente corrivo per arrivare in classifica: il titolo infatti non ha senso compiuto, e riprende un verso di un successo di qualche anno prima, Vacances j'oublie tout degli Elegance, dove il verso "Allongés sur le sable et bercés par les vagues" (distesi sulla sabbia e cullati dalle onde) diventa nel titolo "distesi sotto le onde". Punta di diamante dell'album resta Triviale poursuite, ispirata al famoso gioco da tavolo, dedicata a chi non aveva voce per fare valere i propri diritti, negati a ogni latitudine.
Renaud è ormai un artista pluriaffermato e completo.

### Dagli anni 90 a oggi
Il decennio precedente si era concluso con un'ulteriore serie di concerti scanditi da enorme successo, testimoniati nel disco dal vivo Visage pâle rencontrer public ("viso pallido incontrare pubblico" detta alla maniera dei pellirosse). L'album del 1991 aveva avuto un'anteprima con il singolo La ballade Nord-irlandaise, dalla parte dei combattenti protestanti dell'Ulster: la seconda traccia del singolo era invece Welcome Gorby, scritta in occasione della visita ufficiale di Michail Gorbačëv, la cui melodia poi sarà utilizzata per un altro brano dell'album. L'album prosegue nella denuncia verso numerosi personaggi o istituzioni: nella canzone titolo ("Mercanti di pietre") si schiera a favore della questione palestinese; in Olè prende di mira le corride spagnole; in 500 connards sur la ligne de dèpart ("500 coglioni sulla linea di partenza") si rivolge ai partecipanti della Parigi-Dakar. Il suo spirito, che si esprime ne L'aquarium, luogo ideale dove rifugiarsi dopo avere buttato dalla finestra tutti i simulcari del pensiero moderno, gli permette anche di scrivere pagine poetiche e minimaliste come Dans ton sac, ispirata alla borsetta della sua compagna.
Renaud prova a mettersi in discussione, avendo ormai un forte pubblico e un rassicurante potere contrattuale, arrivando così a un intero album di canzoni popolari in dialetto chtimi (la variante del piccardo parlata nel Nord-Passo di Calais), Renaud cante el Nord, fino a un album interamente acustico che viene alla luce nel 1994: Á la belle de mai è dedicata a una festa popolare marsigliese, e dà il titolo a un album dove la sua rabbia non è certo mitigata dall'assenza degli arrangiamenti spiccatamente pop che lo avevano reso celebre. Si avverte il tempo che passa, non solo in Cheveu blanc ("capello bianco"), ma anche nelle canzoni dedicate a sua figlia ormai adolescente, alla quale cerca di trasmettere i propri ideali in Loilto Lolita, esprime il proprio pensiero sull'istruzione scolare in C'est quand qu'on va où? ("quando si va e dove?"), e in Mon amoreux ("il mio ragazzo"), immagina un suo probabile genero come somigliante in tutto a sé stesso. Oltre a una nuova revisione degli ideali di Sinistra in Adios Zapata, e a un'accorata e rabbiosa dedica alle vittime del lavoro in Son bleu ("la sua tuta da lavoro" che è blu per gli operai metalmeccanici), con la canzone La médaille (invettiva senza mezzi termini contro le Forze Armate, francesi e no) ottiene addirittura un processo con accusa di vilipendio alla nazione e alle autorità, dalla quale verrà prosciolto, in quanto non era stato il Ministero della Difesa a intentare la causa.
Altri album dal vivo, e numerosi cofanetti e raccolte più o meno ufficiali, con inediti e brani non raccolti in precedenti album, si susseguono anche in virtù della enorme popolarità di questo artista, che raccoglie consensi anche nella parte francese del Canada e del vicino Belgio. Nel 1996 l'album Renaud chante Brassens è un omaggio per il cantante che lui considera uno dei suoi maestri, se non il più importante, alla pari di molti altri artisti suoi connazionali, e di riflesso anche artisti italiani. Conclusa la tournée di quest'anno, entra in un periodo di profonda crisi con cadute nell'alcolismo e una serie di ricoveri e convalescenze, da cui ne uscirà soltanto dopo sei anni, pubblicando l'album Boucan d'enfer ("chiasso infernale"), dove racconterà senza remore il suo vissuto, compresa la triste conclusione della sua relazione con Dominique, senza dimenticare l'attualità, come nel singolo Manhattan-Kaboul ispirato ai fatti dell'11 settembre paragonati ai massacri di civili compiuti in Afghanistan. Anche nella fase acuta della sua malattia, i suoi più fidati collaboratori lo avevano convinto a intraprendere una serie di concerti in stile unplugged che ancora una volta testimoniavano l'affetto del suo numeroso pubblico, nonostante la sua voce e la resa "on stage" risentissero sensibilmente del suo stato di salute. Queste duecento date, insieme ad altre centosettanta che seguiranno il suo ritorno e la sua completa guarigione, saranno dunque seguitissime dal pubblico, che ormai copre tre generazioni. Il suo album più recente Rouge sang, lo ripropone per sua stessa dichiarazione con un'ispirazione ritrovata dopo anni, e nuovi stimoli, dovuti anche alla sua nuova relazione sentimentale con la cantante pop Romane Serda e al suo status di nonno.
Nel 2009 vede alla luce un nuovo album, interamente dedicato alla cultura tradizionale irlandese. Il titolo, Molly Malone, è anche l'inno (non ufficiale) della capitale Dublino, a cui si susseguono altri canti popolari della cultura celtica. Negli anni seguenti la ricaduta nell'alcolismo tornerà ad offuscare la sua vena artistica e fatalmente causerà una nuova separazione dalla sua compagna.

## Discografia
(tracklist riportate solo per gli album di inediti, non sono indicate le numerose raccolte)
- 1975: [omonimo] (Amoureux de Paname - Société, tu m'auras pas! - Petite fille des sombres rues - La Java sans joie - Gueule d'aminche - La coupole - Hexagone - Écoutez-moi les gavroches - Rita - Camarade bourgeois - Le gringalet - La menthe à l'eau - Greta)
- 1977: [omonimo] (Laisse béton - Le blues de la Porte d'Orléans - La chanson du loubard - Je suis une bande de jeunes - Adieu minette - Les Charognards - Jojo le démago - Buffalo débile - La boum - Germaine - Mélusine - La bande à Lucien)
- 1979: [omonimo] (Ma gonzesse - Sans dec' - La tire à Dédé - Ch'timi rock - J'ai la vie qui m'pique les yeux - C'est mon dernier bal - Le Tango de Massy-Palaiseau - Chanson pour Pierrot - Salut manouche - Peau aime)
- 1980: Marche à l'ombre (Marche à l'ombre - Les aventures de Gérard Lambert - Dans mon H.L.M. - La teigne - Où c'est qu'j'ai mis mon flingue? - It is not because you are - Baston! - Mimi l'ennui - L'auto-stoppeuse - Pourquoi d'abord?)
- 1980: Renaud à Bobino (Live)
- 1981: Le P'tit bal du samedi soir et autres chansons réalistes
- 1981: Le retour de Gérard Lambert (Banlieue rouge - Manu - Le retour de Gérard Lambert - Le Père Noël noir - J'ai raté Télé-Foot - Oscar - Mon beauf' - La blanche - Soleil immonde - Étudiant: poils aux dents - À quelle heure on arrive?)
- 1982: Un Olympia pour moi tout seul (Doppio live)
- 1983: Morgane de toi (Dès que le vent soufflera - Deuxième génération - Pochtron - Morgane de toi - Doudou s'en fout - En cloque - Ma chanson leur a pas plu - Déserteur - Près des autos tamponneuses - Loulou)
- 1985: Mistral gagnant (Miss Maggie - La pêche à la ligne - Si t'es mon pôte - Mistral gagnant - Trois matelots - Tu vas au bal? - Morts les enfants - Baby-sitting blues - P'tite conne - Le retour de la Pépette - Fatigué)
- 1988: Putain de camion (Jonathan - Il pleut - La mère à Titi - Triviale poursuite - Me jette pas - Rouge-gorge - Allongés sous les vagues - Cent ans - Socialiste - Petite - Chanson dégueulasse - Putain de camion)
- 1989: Visage pâle rencontrer public (Live)
- 1991: Marchand de cailloux (Marchand de cailloux - L'aquarium - P'tit voleur - Olé! - Les dimanches à la con - Dans ton sac - Le tango des élus - La ballade Nord-irlandaise - 500 connards sur la ligne de départ - Tonton - Je cruel - C'est pas du pipeau - Ma chanson leur a pas plu 2 - Tant qu'il y aura des ombres)
- 1992: Renaud cante el' nord (Canzoni tradizionali della Francia del nord)
- 1994: À la belle de Mai (La ballade de Willy Brouillard - À la Belle de Mai - C'est quand qu'on va où? - Le sirop de la rue - Devant les lavabos - Cheveu blanc - Le petit chat est mort - Adiòs Zapata! - Son bleu - Mon amoureux - Lolito Lolita - La médaille)
- 1995: Zénith live 1986
- 1995: Les Introuvables
- 1996: Paris-Province (Live)
- 1996: Renaud chante Brassens (Canzoni di Georges Brassens)
- 2002: Boucan d'enfer (Docteur Renaud, Mister Renard - Petit pédé - Je vis caché - Cœur perdu - Manhattan-Kaboul [con Axelle Red] - Elle a vu le loup - Tout arrêter - Baltique - L'entarté - Boucan d'enfer - Mon nain de jardin - Mal barrés - Corsic'armes - Mon bistrot préféré)
- 2003: Tournée d'enfer (Live)
- 2006: Rouge sang (Les bobos - RS & RS - Arrêter la clope - Rouge sang - Ma blonde - Les cinq sens - Elle est facho - Nos vieux - J'ai retrouvé mon flingue! - Jusqu'à la fin du monde - Adieu l'enfance - Elsa - Malone - Pas de dimanches - Sentimentale mon cul - Danser à Rome - Je m'appelle Galilée)
- 2009: Molly Malone (canzoni tradizionali irlandesi)

## Filmografia
- Crime Spree - In fuga da Chicago (2003)